# Клубово-поперековий м'яз
Клубово-поперековий м'яз (лат. m. iliopsoas) — м'яз внутрішньої групи м'язів таза. Клубово-поперековий м'яз утворюється в результаті об'єднання дистальних м'язових пучків клубового та поперекового (m. psoas major) м'язів. М'яз виходить з порожнини таза і виходить через м'язову лакуну і, проходить по передній поверхні кульшового суглоба, прикріплюється тонким сухожилком до малого вертлюга стегнової кістки.

## Іннервація
Клубовий м'яз: стегновий нерв, L2-L3
Великий поперековий м'яз: вентральні гілки, L2- L4

## Функція
Здійснює згинання і супінацію стегна. При фіксованих нижніх кінцівках згинає хребет у поперековому відділі.